# Hospedagem virtual
Hospedagem virtual, do inglês Virtual hosting, é um método que os servidores, tais como servidores web, utilizam para hospedar mais de um nome de domínio em um mesmo computador, algumas vezes no mesmo endereço IP.
A hospedagem virtual na web é uma das opções de hospedagem mais populares disponível no momento - provavelmente devido ela ser uma das opções com o melhor custo-benefício do mercado. Também conhecida como hospedagem compartilhada, a hospedagem virtual permite que um proprietário de um site web tenha um site hospedado em um servidor web que seja compartilhado com outros sites. Em termos simples, o servidor da empresa de hospedagem virtual alocará serviços de hospedagem e de largura de banda para mais de um site web. A hospedagem virtual é uma opção de armazenamento barata pois você não terá que pagar por um servidor dedicado para apenas armazenar seu site.
É uma boa solução para sites web pequenos e médios (e até mesmo alguns sites grandes) que são são constantemente visitados ou que possuem uma necessidade de largura de banda razoável.
Há dois métodos básicos de realizar a hospedagem virtual: baseada em nome ou baseada em ip.

## Tipos

### Baseada em nome
Hospedeiros virtuais baseados em nome usam vários nomes de hospedeiros para o mesmo endereço Ip do servidor web.